# Денілсон Мартінс Насіменто
Денілсон Мартінс Насіменто (порт. Denílson Martins Nascimento, нар. 4 вересня 1976, Салвадор) — бразильський футболіст, що грав на позиції нападника.

## Ігрова кар'єра
У дорослому футболі дебютував 1995 року виступами за невеличку місцеву команду «Камасарі», в якій провів один сезон.
У двадцятирічному віці він переїхав до нідерландського «Феєнорда», де провів один сезон, але жодного разу не вийшов на поле. Ще один сезон Денілсон провів у французькому «Парі Сен-Жермені», але виступав лише в кубкових змаганнях.
У січні 2008 року перейшов у скромний португальський клуб «Уніан де Ламаш» з Терсери, четвертого за рівнем дивізіону країни, а потім на шість років переїхав до ОАЕ. У складі місцевого «Аль-Шабаба» він забив 101 гол у 97 матчах. Також в ОАЕ Денілсон пограв за клуби «Дубай Клуб» і «Аль-Наср».
Потім, провівши півроку в мексиканському «Атласі», він перебрався в південнокорейський «Теджон Сітізен», де за два сезони бразилець забив 21 м'яч в 42 матчах. Ще два сезони Денілсон провів у складі іншого місцевого клубу «Пхохан Стілерс». У складі цієї команди він виграв Лігу чемпіонів АФК 2009 року і брав участь на клубному чемпіонаті світу 2009 року. Спочатку у чвертьфіналі бразилець відзначився дублем у матчі з африканським клубом «ТП Мазембе» (2:1), вивівши свою команду в півфінал, де його команда зустрілась з аргентинським «Естудіантесом». Там Денілсон теж забив гол, а після видалення голкіпера «Пхохан Стілерс» Сін Хва Йона особисто встав на ворота і не пропустив жодного м'яча, втім його команда все ж програла 1:2. У грі за 3-тє місце Денілсон знову відзначився голом у матчі з мексиканським «Атланте» (1:1), а потім забив і свій післяматчевий пенальті, допомігши своїй команді здобути бронзові медалі турніру, а Денілсон з чотирма голами став найкращим бомбардиром турніру.
У 2010 році він перейшов в узбецький «Буньодкор», де виступав разом із зірковим співвітчизником Рівалдо, з яким став чемпіоном і володарем Кубка Узбекистану, а потім виступав за скромні бразильські клуби.

## Титули і досягнення
- Володар Кубка Франції (1):

«Парі Сен-Жермен»: 1997–98
- Володар Кубка французької ліги (1):

«Парі Сен-Жермен»: 1997–98
- Володар кубка Південної Кореї (1):

«Пхохан Стілерс»: 2008
- Володар кубка південнокорейської Ліги (1):

«Пхохан Стілерс»: 2009
- Переможець Ліги чемпіонів АФК (1):

«Пхохан Стілерс»: 2009
- Чемпіон Узбекистану (1):

«Буньодкор»: 2010
- Володар Кубка Узбекистану (1):

«Буньодкор»: 2010

### Особисті досягнення
- Член символічної збірної К-ліги: 2009
- Найкращий бомбардир Клубного чемпіонату світу: 2009